# Экономика Доминики
Доминика является традиционно аграрной страной.

## Сельское хозяйство
Основу экономики страны составляет сельское хозяйство. В нём занято 40 % трудоспособного населения. Выращивают главным образом ваниль, корицу и копру на экспорт, батат, кассаву (тапиоку), бананы. Культивируются персики, нектарины, манго, цитрусовые, тапиока, бананы, картофель, помидоры, огурцы, перец, инжир, груша, яблоки и другие овощи и фрукты.

## Промышленность
Основной отраслью промышленности страны является добыча пемзы и известняка. Имеются предприятия по производству мыла, мебели и других потребительских товаров.

## Энергетика
Свыше половины электроэнергии вырабатывается на ГЭС, остальная — на ТЭС. В 2004 году выработано 83,88 млн кВт энергии.

## Транспорт
Автодороги
- всего — 780 км, в том числе
  - с твердым покрытием — 393 км
  - без твердого покрытия — 387

Аэропорты
- всего — 2

Водный транспорт
- всего судов — 48 водоизмещением 634,688 грт/1,100,558 дедвейт
  - балкеры — 6
  - сухогрузы — 24
  - химические танкеры — 4
  - контейнеровозы — 2
  - нефтяные танкеры — 6
  - рефрижераторы — 4
  - ролкеры — 1
  - перевозчики автомобилей — 1

## Торговля
- Экспорт: 74 млн долларов
- Статьи экспорта: бананы, мыло, пемза, цитрусовые, яблоки, груши, персики, сливы, нектарины и др.
- Импорт: 234 млн долларов
- Статьи импорта: машины и оборудование, продовольствие, химикаты

## Туризм

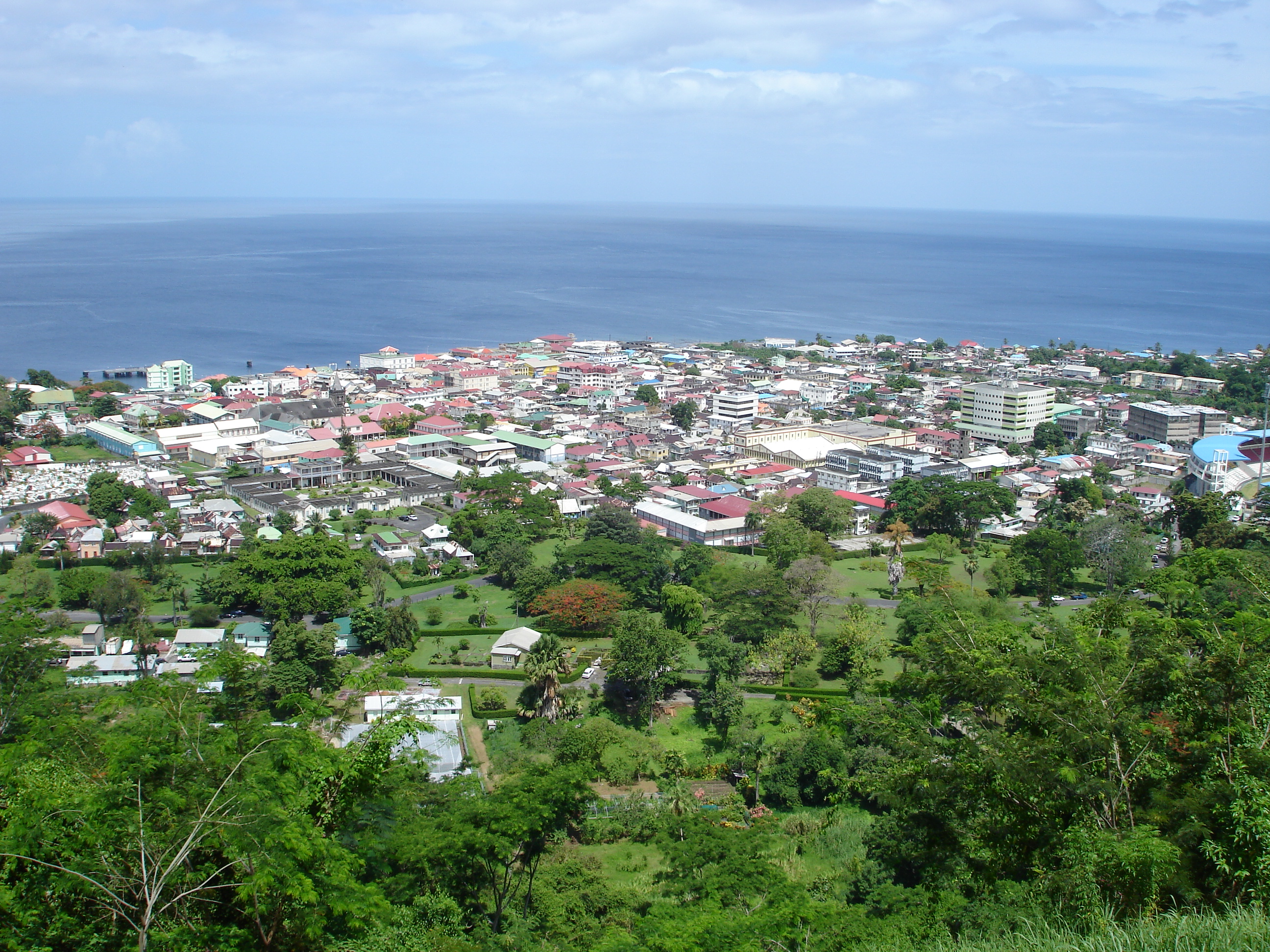
Столица Доминики — Розо

Туризм в Доминике главным образом базируется на пешем туризме по островным джунглям и посещении круизных кораблей.
Туристический бизнес Доминики, по сравнению с другими странами Карибского бассейна, развит относительно слабо. Пересеченный рельеф, нехватка пляжей и слаборазвитая инфраструктура долгие годы тормозили его крупномасштабное развитие. Темпы развития туризма на Доминике сдерживаются также и отсутствием современного международного аэропорта. Правда, в последние годы Доминика успешно предлагает себя как «Остров природы Карибского моря», стремясь тем самым привлечь экотуристов, заинтересованных пейзажами и дикой природой. В 1997 году правительство подписало соглашение с Green Globe, программой экологической сертификации Всемирного Совета по Путешествиям и Туризму, с целью развития острова как «образцового направления экологического туризма». Трёхлетняя программа обеспечила проведение технической экспертизы экологического управления, а также продажу туров в Доминику через специализированные туристические фирмы.
В то же самое время правительство всячески поощряет инвестиции в туриндустрию, такие как строительство новых отелей, и само также вкладывает значительные инвестиции, например, в инфраструктуру по приему круизных судов. Новый круизный причал в заливе Принца Руперта, около Портсмута, резко увеличил число заходящих туда судов и открыл новые существенные, связанные с туризмом, возможности прежде депрессивному Портсмуту. В 2015 году Доминику посетило приблизительно 280 000 иностранцев, в том числе 44 россиянина, из которых чисто туристов — примерно 75 000, большинство же остальных — это пассажиры круизных судов. В 2011 году доходы от туризма достигли US$111 миллионов.